# 회안대군
회안대군(懷安大君, 1364년 7월 2일 ~ 1421년 4월 10일(음력 3월 9일)은 고려 말기의 문신이자 조선  태조 이성계의 4번째 아들이다. 1차 왕자의 난 중에 공을 세웠으나, 손아래 동생인 이방원과 충돌한 2차 왕자의 난에서 패배하고 말았다. 본관은 전주(전주 이씨)이며, 이름은 방간(芳幹), 시호(諡號)는 양희(良僖), 호(號)는 망우당(忘牛堂)이다.

## 생애
이력
조선 태조와 신의왕후(神懿王后) 안변 한씨(安邊韓氏) 사이의 넷째 아들로 함경도 함흥부 귀주동에서 태어났다. 첫째부인은 삼한국대부인(三韓國大夫人) 여흥 민씨(驪興 閔氏) 이고, 둘째부인은 삼한국대부인 밀양 황씨(密陽黃氏)이며, 셋째부인은 금릉부부인(金陵府夫人) 김포 금씨(金浦琴氏)이다.
고려 말 관직에 올라 소윤(軍器寺少尹)을 역임했고, 1392년(고려 공양왕 4년) 7월 태조 이성계가 조선을 건국했을 때 개국익찬공신 1등에 책록되고 현록대부의 벼슬을 받았으며 마한공(馬韓公)에 봉작(封爵)되었다. 1392년(조선 태조 1년) 8월 25일 회안군(懷安君)에 봉군되었다. 그 뒤 1398년 회안공으로 개봉되면서 의흥삼군부좌군절제사를 역임했다. 그리고 제2차 왕자의 난으로 유배 중인 1401년(태종 1년) 회안대군이 되었다.
왕자의 난
1398년(태조 7년) 8월 동생 정안군이 정변을 일으켜 정도전을 제거할 때 가담하여 정사공신 1등에 책록되었다. 1399년(정종 1년) 풍해도, 서북면의 병권을 관할하였다.
형 정종에게 적장자가 없자, 왕위 계승에 대한 야심이 있던 그는 1400년(정종 2년)에 제2차 왕자의 난 때 정안군과 충돌하여 패하고, 한양 서동(西洞)으로 퇴각하다가 아들 의령군 맹중과 함께 생포되었다. 곧 아들 의령군 맹중과 함께 황해도 토산현(兎山縣)에 안치되었다. 이때 정안군은 그를 석방하려 하였지만 신하들은 그를 정죄할 것을 계속 청하였다. 처음 유배된 토산군은 앞서 군사를 분령한 곳이라는 이유로 그는 다시 경기도 안산군으로 이배되었다가 다시 익주(益州), 전라도 순천성, 전주부 완산, 황해도 토산 등으로 계속 유배지를 전전하였다. 안산에 있을 때는 전지(田地)와 식읍을 받았으며, 매월 초1일에는 한양에 출입할 수 있도록 허락받았다. 그러나 의정부와 양사에서는 계속 회안대군이 부당한 예우를 받는다며 줄기차게 탄핵하였다.
유배 생활과 최후
1400년 9월 문하부의 반대에도 불구하고 정종은 그의 배소를 익주(益州)로 유배하였다. 태종 즉위 후에도 계속 회안대군을 사형에 처해야 한다는 탄핵이 빗발쳤지만 태종의 배려로, 병석에 누웠을 때는 태종이 직접 의원을 보내 치료를 받았다. 1401년(태종 1년) 유배 중에 회안대군으로 봉작이 개정되었다. 동년 6월 태종은 그를 다시 한양으로 소환하려 했지만 신료들의 반대로 실패하였다. 그후 그는 스스로 본관지인 전주로 내려갈 것을 청하여 허락받고 전주부 동용진면으로 내려와 20년간 거주하였다. 본부인 여흥 민씨의 죽음을 전해 듣고 1411년(태종 11년) 병마사를 지낸 춘천부 출신 박인간(朴仁幹)의 딸과 혼인하였다고 알려져 대간의 탄핵을 받았다. 그러나 박인간의 형 박도간(朴道幹)의 서녀를 첩으로 삼은 것이었다.
1416년(태종 16년) 태종은 회안대군의 작위와 공신녹권, 직첩, 아들 의령군의 직첩을 모두 회수하였다. 그는 한강을 건너지 않겠다고 다짐했고, 1418년(세종 즉위년) 태종이 아들 세종에게 양위한 뒤 한양으로 올라올 것을 주문했지만 거절하였다. 이후 심종(沈水+宗) 등과 연락하며 모종의 거사를 계획하였지만 실패하였다.
1421년(세종 3년) 4월 10일(음력 3월 9일) 홍주(洪州)에서 병사하였다. 태종의 권고로 와병 중에 상경하던 중 홍주군 은진에서 사망했다. 태종은 사람을 보내 국장(國葬)으로 장례를 치르게 하고 지관을 보내 시신은 전주부 동용진면 금상동 법사산(현 전주시 덕진구)으로 운구되어 안장되었다. 그러나 선원보략에서 퇴출된 것은 복권시켜주지 않았다.

## 사후
회안대군의 후손들은 여러번 회안대군의 신원과 왕족으로서의 복권을 상소하였고, 1513년(중종 8) 전라도관찰사는 회안대군 후손들의 복권 요청을 중종에게 올렸으나 묵살당했다. 1605년(선조 38년) 회안대군의 후손들은 선조에게 상소하여 선원록에 넣어줄 것을 청하자 선조는 태조의 후손이라 하여 선원록에 수록을 허하였고, 1607년부터 선원록에 포함되었으며 적순부위를 지낸 4대손 이유(李愈)의 상소로 선조는 그의 사당 숭덕사(崇德祠, 충청남도  문화재자료  제352호)를 건립하였다. 그러나 회안대군의 후손들은 군역에 계속 징집되었고 1640년(인조 18년) 상소를 올려 징역에서 면제되었다.
1863년(철종 14년) 판서 신석우(申錫憂)의 상소로 양희공의 시호가 증시되었고, 1869년(고종 6년) 불천지위가 내려졌다. 1872년(고종 9년) 고종에 의해 영종정경부사의 증직이 추가되었다. 대한민국에 와서 그의 묘소는 전라북도의 유형문화재 제123호 회안대군묘로 지정되었다.

## 가족 관계
- 조부: 환조
- 조모: 의혜왕후
  - 아버지: 태조
  - 어머니: 신의왕후
    - 형: 진안대군 이방우
    - 형: 영안대군 이방과 (→조선 정종)
    - 형: 익안대군 이방의
    - 동생: 정안대군 이방원 (→조선 태종)
    - 동생: 덕안대군 이방연
    - 동생: 경신공주
    - 동생: 경선공주
- 회안대군
- 정부인: 삼한국대부인 여흥 민씨
  - 장남: 의령군 이맹중
  - 첫째며느리: 정원부원군 개성 왕씨 왕균의 딸
  - 첫째며느리: 주부 한기의 딸 청주 한씨
    - 손자: 영평정 이온
    - 손자며느리: 동래 정씨
- 1계부인: 삼한국대부인 밀양 황씨[8]
  - 차남: 창녕군 이태[9]
  - 둘째며느리: 판관 박무현의 딸 밀양부인
    - 손자: 덕림정 이백
    - 손자며느리: 장성 노씨
    - 손자: 호산정 이회
    - 손자며느리: 장성 노씨

  - 장녀: 성혜옹주[10]
  - 첫째사위: 상호군 조신언
    - 외손자: 조묵

  - 차녀: 신혜옹주
  - 둘째사위: 군수 이대생
  - 삼녀: 양혜옹주
  - 셋째사위: 부사 박경무
- 2계부인: 금릉부부인 김포 금씨[11]
  - 삼남: 금성군 이선
  - 셋째며느리: 장흥 조씨
    - 손자: 장산정 이형
    - 손자며느리: 문화 유씨
    - 손자: 평산정 이말
    - 손자며느리: 장수 황씨

  - 사남: 금산군 이중군
  - 넷째며느리: 예조정량 조연의 딸 장흥 조씨
    - 손자: 정안정 이분
    - 손자며느리: 동래 정씨
    - 손자: 정평군 이종동
    - 손자며느리: 남양 홍씨
    - 손자며느리: 김해 김씨
    - 손녀: 전주 이씨
    - 손녀사위: 진사 신석정
- 첩부인: 춘천 박씨[12][13][14]
- 첩부인: 백종[15]

## 여담
첫 부인 여흥 민씨의 묘소는 여주에 있다 하였으나 실전되었다. 둘째 부인 밀양 황씨의 묘소는 서산군 사현리 갑좌에 있고, 전주부에는 셋째 부인인 김포 금씨와 상하 쌍분으로 조성되었다.

## 대중매체에서
- 《추동궁 마마》 (MBC, 1983년~1983년 배우:김주영)
- 《용의 눈물》 (KBS, 1996년~1998년 배우:김주영)
- 《육룡이 나르샤》 (SBS, 2015년~2016년 배우:강신효, 아역:김상우)
- 《나의 나라》 (JTBC, 2019년~2019년 배우:이현균)
- 《태종 이방원》 (KBS, 2021년~2022년 배우:조순창)